# Macrima
Macrima es un género de insecto coleóptero de la familia Chrysomelidae.

## Especies
Las especies de este género son:
- Macrima bifida Yang, 1992
- Macrima ferrugina Jiang, 1990